# Okręg Vendôme
Okręg Vendôme (fr. Arrondissement de Vendôme) – okręg w środkowej Francji, w departamencie Loir-et-Cher. Populacja wynosi 69 700.

## Podział administracyjny
W skład okręgu wchodzą następujące kantony:
- Droué,
- Mondoubleau,
- Montoire-sur-le-Loir,
- Morée,
- Saint-Amand-Longpré,
- Savigny-sur-Braye,
- Selommes,
- Vendôme-1,
- Vendôme-2.